# Tiche (Siracusa)
Tiche (Tyche, o Ticha) era un quartiere residenziale dell'antica Siracusa, è un quartiere e fino al 2018 una delle circoscrizioni della città attuale. La prima ipotesi sull'origine del nome viene dal termine greco Tyche (τύχη), ossia fortuna, e secondo Cicerone ciò è motivato dalla presenza di un tempio dedicato all'omonima Dea della fortuna citato da Diodoro; l'altra ipotesi, secondo Tucidide, è invece che Tiche deriva da Sike (σύκα, fichi) con riferimento ai ficus (anticamente presenti nella zona) e alla zucca (sikus), simboli di fecondità, nonché al melograno, tutti elementi che raffigurano la Dea Tiche, e che nella mitologia greca rappresentano l'abbondanza e la prosperità, doti riconosciute alla Dea in questione. Il tempio a lei dedicato si trovava non lontano dalle latomie dei Cappuccini della confinante Akradina. 
Secondo Diodoro fu fortificata inizialmente nel 463 a.C. (le fortificazioni sono definite "mura di Gelone"). Oltre a Tiche e ad Akradina, esisteva anche il suddetto quartiere Neapolis e il nucleo più antico dell'isola di Ortigia.
Oltre al quartiere omonimo moderno, ingloba anche i quartieri di Santa Panagia e di Scala Greca. Situata nella zona nord-est, le tracce storiche sono quasi interamente coperte dalle costruzioni moderne, fatta eccezione per l'area archeologica delle suddette mura di Gelone ubicata tra il viale Tica e il viale Santa Panagia, una delle pochissime in città rimaste "vergini". Recentemente, durante i lavori di realizzazione del parcheggio di un nuovo supermercato, è riemersa una necropoli di epoca greca. 
Il nome del quartiere ha ispirato due società calcistiche siracusane non più esistenti: la Tiche Platan e il Quartiere Tiche. 